# 페피 2세

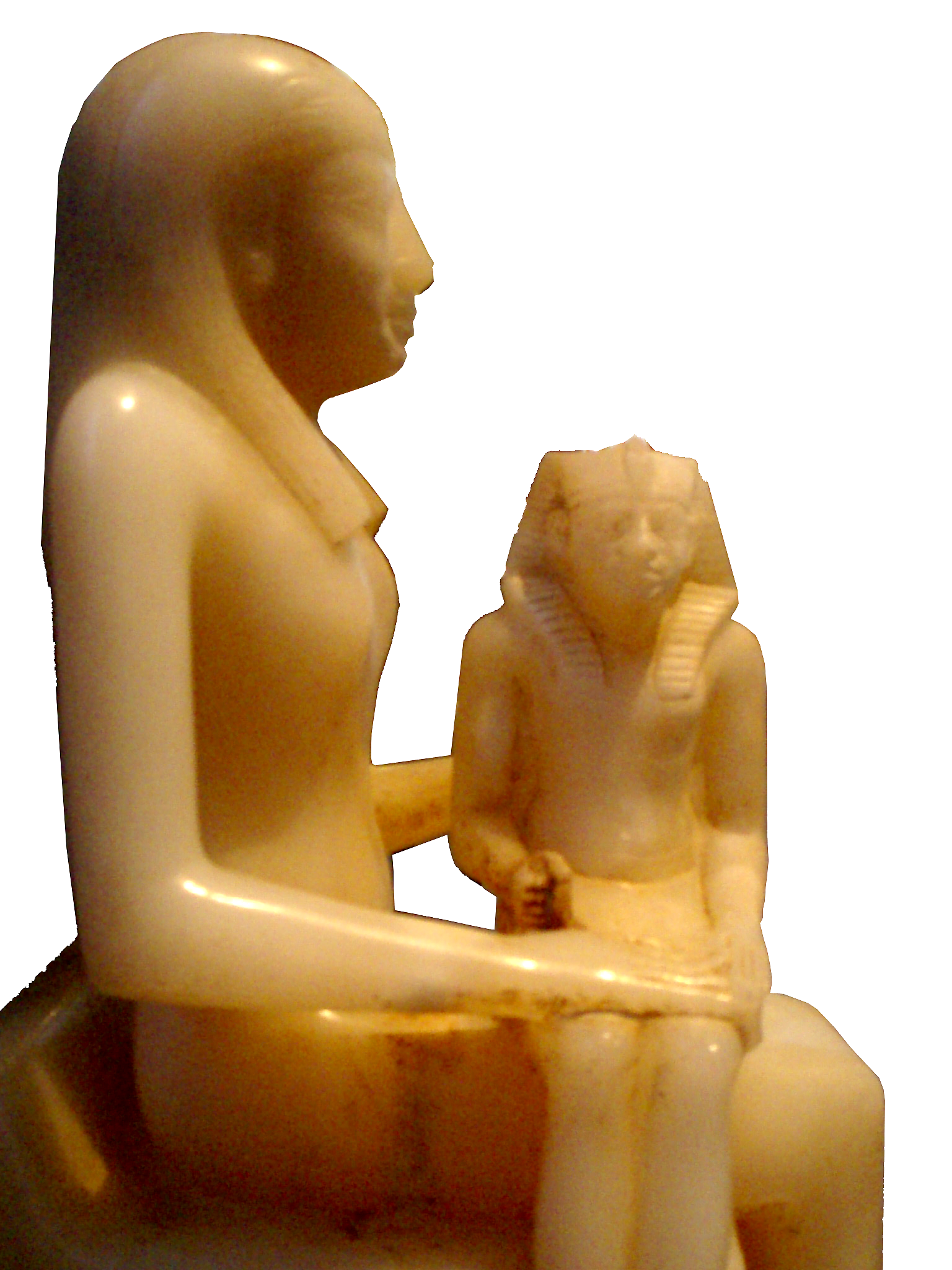
안케센메리레 2세와 그녀의 아들 페피2세

페피 2세는 이집트 제6왕조의 파라오이다. 네페르카레라는 이름도 알려져 있으며, 이 이름의 뜻은 '레의 영혼은 아름답다'이다.
페피 2세는 페피 1세의 아들로, 메렌레와는 형제 지간이다. 메렌레가 일찍 사망하고, 페피 2세는 불과 6세의 나이에 왕위에 올랐다. 브루클린 박물관에 보관되어 있는 페피 2세의 설화석고 상(오른 쪽 그림)에 어려서 파라오가 된 페피 2세의 모습이 잘 묘사되어 있다. 또한, 아스완에 있는 귀족 하르쿠프의 무덤 비문에는 페피 2세의 어린 시절 모습이 묘사되어 있다. 재위 2년, 하르쿠프는 각종 귀중품을 얻기 위해 아스완 남쪽으로 여행을 떠난다. 여기서 하르쿠프는 갖가지 보물을 얻었는데, 그 중 한 난쟁이를 붙잡아 이 사실을 파라오에게 보고하였다. 페피 2세는 이를 본 즉시 "짐은 시나이와 푼트의 선물보다 그 난쟁이가 더 보고 싶다."라는 전갈을 내렸으며, 하르쿠프는 즉시 북쪽으로 배를 돌려 그 난쟁이를 무사히 페피 2세에게 바치게 되었다.
페피 2세는 여러 왕비를 두었는데, 이 중 네이트와 이프웨트가 잘 알려져 있다. 네이트는 페피 1세와 숙모 안크네스메리레 사이에 태어난 딸로, 페피 2세에게는 사촌이자 이복 누이가 된다. 이프웨트는 메렌레의 딸로, 페피 2세의 조카이다.
그는 94년을 다스렸는데(보수적으로 보는 학자들은 62년으로 보는데 이것도 결코 짧은 기간이 아니다) 기나긴 재위기간에 반비례하여 국가 통치에서는 매우 무능했다. 지방세력이 활개치면서 지방 총독들의 권한이 매우 강해져 파라오보다 더 화려한 무덤을 짓는가하면 왕실과 혼인 관계를 맺은 대귀족들이 서로 권력 다툼을 벌이고 신관들이 횡포를 부리는 등 혼란해졌다. 여기에 페피 2세 시기에 재상직을 둘로 나누어 상이집트와 하이집트를 따로 관장하게 했는데 이집트인들에게 뿌리깊게 남아있던 상하 이집트 사이의 지역감정을 부추겨 국가 분열을 초래했다.
페피 2세의 무덤은 고왕국 시절에 파라오들의 장지로 쓰던 사카라에 조성되었다. 무덤을 짓다가 일부를 헐고 재건축한 흔적이 남아있는데 피라미드 내부에 남은 심한 균열과 금으로 보아 건축가들이 하중 계산을 잘못해 손상이 심하자 급하게 보수 공사를 한 걸로 보고 있다. 관을 안치한 방 천장에는 별을 촘촘히 그렸으며, 화강암 관이 있었는데 굉장히 공을 들였음에도 불구하고 관을 조각할 때 측정용으로 표시한 흔적이 그대로 남아있고 광택도 내지 않아 미완성 상태였다. 관뚜껑은 더 심각해서 아예 상형문자를 제대로 적지도 못했다. 카노푸스 단지는 바닥을 파서 묻었던 것으로 추정하는데 이미 도굴을 당해 조각만 겨우 발굴되었기 때문. 남은 조각을 토대로 분석한 결과 페피 2세는 사망 후 급하게 매장되었고 피라미드도 공사가 마무리되지 않았다고 한다.
페피 2세의 통치가 끝난 후 메렌레 2세가 뒤를 이었으나 아버지인 페피 2세가 너무 오랫동안 파라오 자리에 있어 뒤를 이었을 때는 너무 고령이었으며 그나마도 1년을 겨우 넘기고 암살당한 걸로 추정한다. 그 뒤를 6왕조의 7대이자 마지막 파라오인 네체르카레가 이었고 딱 3년간 집권한 뒤 사망하여 제6왕조와 이집트 고왕국이 종말을 고했으며 약 130년간의 극심한 혼란기인 이집트 제1중간기가 열렸다.

## 참고 문헌
- 피터 클레이턴(Peter Clayton) 저, 정영목 역, 《파라오의 역사》, 까치, 2004